# Monica Aspelund
Monica Aspelund (Vaasa, 16 de junio de 1946 es una cantante finlandesa que participó en el festival de Eurovisión de 1977 celebrado en Londres con la canción "Lapponia" (música de Aarno Raninen y letra de Monica Aspelund). Quedó en 10.º posición con 50 puntos.

## Biografía
Nacida en una familia de finlandeses de habla sueca, bailó y cantó en concursos de talentos desde temprana edad, haciendo su debut discográfico a los catorce años con "Katso, kenguru loikkaa", una canción infantil grabada en el otoño de 1960. Los siguientes sencillos de Aspelund incluyeron versiones en finlandés de éxitos internacionales como "Tahdon kaikki kirjeet takaisin" ("Voy a llamar a tu puerta" - Eddie Hodges, 1961), "Lady Sunshine ja Mister Moon" ("Lady Sunshine und Mister Moon" - Conny Froboess, 1962 ) y "En Ilman Häntä Olla" ("No podría vivir sin tu amor" - Petula Clark, 1966). No se embarcó en una carrera como cantante a tiempo completo hasta 1973, cuando grabó una versión finlandesa del éxito de Ireen Sheer "Goodbye Mama". También en 1973, pasó un tiempo en Suecia como miembro del grupo Family Four. En 1974, lanzó su primer álbum, Valkoiset laivat - Sininen meri.
Aspelund había estado colaborando con Aarno Raninen desde 1970 y en 1975 lanzó su primer álbum comercial con Monica & Aaron Raninen Orkesteri. El álbum incluía "Fasten Seatbelts", que fue su primera participación en la preliminar nacional finlandesa del Festival de la Canción de Eurovisión. Volvió a competir en la preliminar nacional finlandesa de Eurovisión en 1976, con la canción "Joiku". Finalmente ganó esa competencia en 1977, con "Lapponia", que en la final de Eurovisión 1977 celebrada el 7 de mayo de 1977, quedó décima. La canción fue lanzada en veinte países europeos, así como en Australia, Brasil, Israel y Turquía, a través de las grabaciones que ella hizo en holandés, inglés, francés, alemán y sueco, así como finlandés. "Lapponia" le dio a un éxito número 5 en Finlandia y el récord también alcanzó el número 20 en Suecia. Volvió a competir en la preliminar nacional finlandesa de Eurovisión en 1978 con "Kultaa hopeaa", y con la misma canción en el Intervision Song Contest y también en el Menschen Und Meer Song Festival, obteniendo el primer lugar en la última competencia.
El 30 de septiembre de 1978, Monica Aspelund y Aarno Raninen regresaban de una gira de presentaciones en el norte de Finlandia a Helsinki, y en este viaje tuvieron que experimentar el primer secuestro de un avión en Finlandia. El vuelo 405 de Finnair, fue secuestrado por un pistolero solitario. Todos los de los pasajeros y la tripulación fueron liberados cuando el secuestrador recibió sus demandas de rescate.
Alrededor de 1980, Aspelund, que acababa de divorciarse, se mudó con su hijo de dos años a Lake Worth, Florida. Actuó localmente y en cruceros por el Caribe haciendo visitas periódicas a Finlandia y Suecia, especialmente en 1986 cuando encabezó el musical Cats en Helsinki. En 2010 se informó que había regresado recientemente a Finlandia de forma permanente.
Se le concedió una pensión de artista en 2018.